# Cargolet cuallís
El cargolet cuallís (Pheugopedius euophrys) és un ocell de la família dels troglodítids (Troglodytidae).

## Hàbitat i distribució
Habita els boscos dels Andes, al sud-oest de Colòmbia, oest i est de l'Equador i nord del Perú.

## Taxonomia
El Handbook of the Birds of the World considera que la població del nord del Perú correspon a una espècies diferent:
- Pheugopedius schulenbergi (Parker, TA et O'Neill, 1985) - cargolet cellagrís.